# Resolution 1450 des UN-Sicherheitsrates
Die Resolution 1450 des UN-Sicherheitsrates war eine Resolution, die der Sicherheitsrat der Vereinten Nationen am 13. Dezember 2002 auf seiner 4667. Sitzung angenommen hat. Mit der Resolution bekräftigte das Gremium die Prinzipien der Charta der Vereinten Nationen sowie seine früheren Resolutionen 1189 (1998), 1269 (1999), 1368 (2001) und 1373 (2001). Die Resolution verurteilte die Anschläge auf israelisches Eigentum in Kikambala und Mombasa in Kenia am 28. November 2002.
Der Sicherheitsrat bestätigte die Notwendigkeit, die Gefahren für den internationalen Frieden und die Sicherheit zu bekämpfen, die durch terroristische Anschläge entstünden sowie die Verpflichtungen der Staaten entsprechend der internationalen Konvention zur Verhinderung terroristischer Bombenanschläge und der Konventionen zur Verhinderung rechtswidriger Akte gegen den zivilen Luftverkehr. Die Resolution verurteilte die Bekennung zu dem Anschlag durch al-Qaida, wies auf die Verpflichtungen der Staaten aufgrund der Resolution 1390 (2002) hin und drückte den Familien der Opfer und den Regierungen Kenias und Israels Trauer und Mitgefühl aus.
Die Resolution rief alle Staaten auf, entsprechend ihrer Verpflichtungen aus der Resolution 1373 die Täter und Organisatoren des Anschlages zur Rechenschaft zu ziehen. Außerdem drückte das Gremium seine Entschlossenheit aus, alle Formen von Terrorismus zu bekämpfen.
Die Resolution 1450 wurde von 14 der 15 Mitgliedern des Sicherheitsrates angenommen, Syrien stimmte gegen die Resolution. Der syrische Botschafter erklärte, sein Land verurteile die Terroranschläge, sei aber gegen die wiederholte Verwendung des Namens Israel im Text und gegen die Sprache, die vom Hauptzweck der Resolution abgekommen sei. Außerdem stellte Syrien fest, dass Israel täglich selbst „terroristische Gräueltaten“ gegen das palästinensische Volk begehe.
Mit der Annahme der Resolution wurden erstmals in einer Resolution des Sicherheitsrates der Vereinten Nationen israelische Opfer erwähnt oder gar verurteilt; nach dem Anschlag auf die Asociación Mutual Israelita Argentina 1994 in Argentinien hatte der Sicherheitsrat Israel nicht erwähnt.